# Чишмеа (Арђеш)
Чишмеа (рум. Cișmea) насеље је у Румунији у округу Арђеш у општини Титешти. Oпштина се налази на надморској висини од 339 m.

## Становништво
Према подацима из 2002. године у насељу је живело 78 становника, од којих су сви румунске националности.